# Gruppo del Focobon
Il Gruppo del Focobon è un massiccio montuoso dolomitico che si trova in Veneto (provincia di Belluno). Raggiunge la sua massima elevazione con la Cima del Focobon (3.054 m). Rappresenta la parte nord orientale del gruppo delle Pale di San Martino, è situato tra i comuni di Falcade e Canale d'Agordo in Valle del Biois ed è composto da numerose vette.

## Classificazione

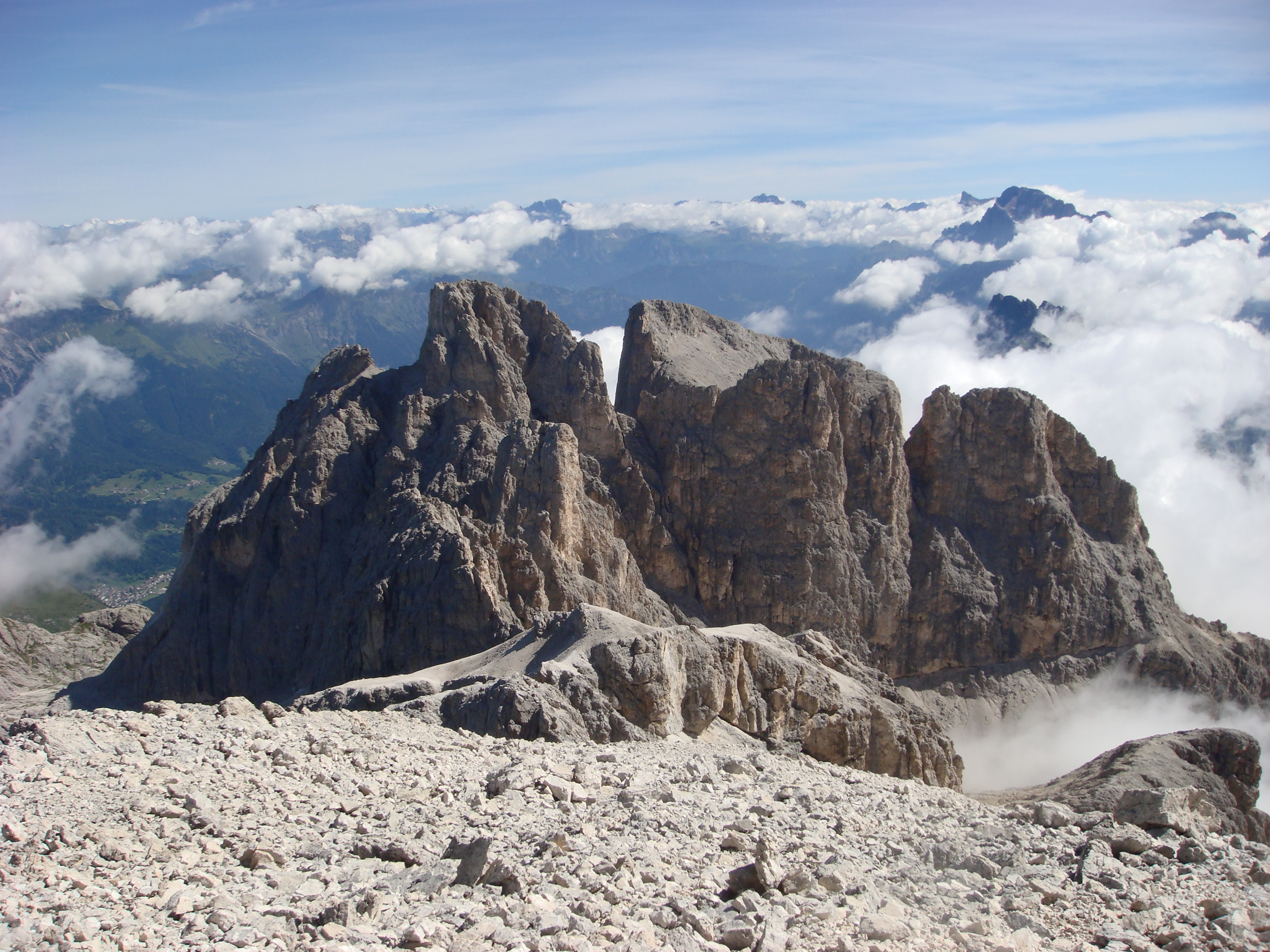
Il gruppo del Focobon visto dalla Cima dei Bureloni. sullo sfondo a sinistra il paese di Falcade

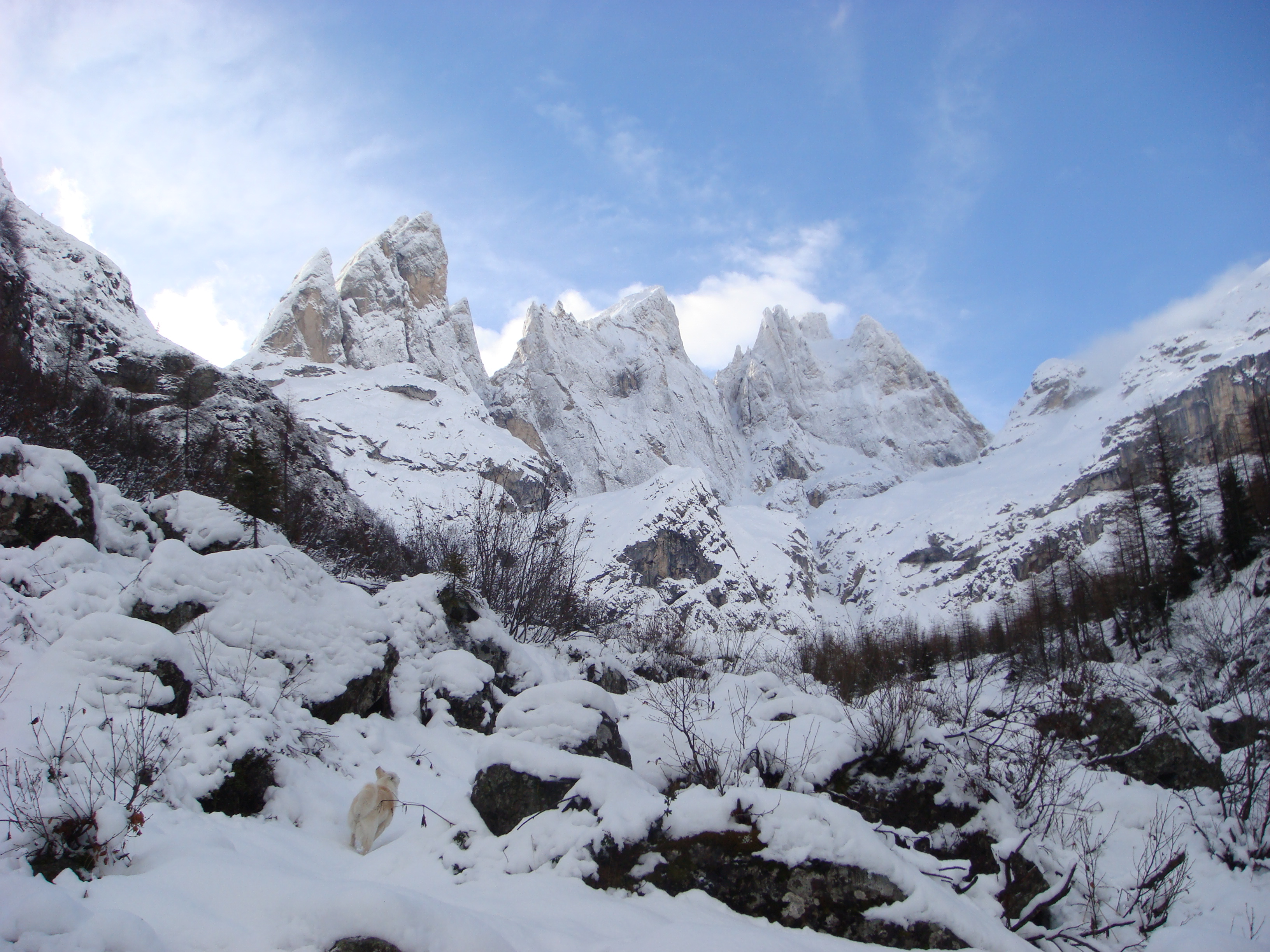
Il Focobon dopo una intensa nevicata visto dall'omonima valle

La SOIUSA vede il gruppo del Focobon come un sottogruppo alpino e vi attribuisce la seguente classificazione:
- Grande parte = Alpi Orientali
- Grande Settore = Alpi Sud-orientali
- Sezione = Dolomiti
- Sottosezione = Dolomiti di Feltre e delle Pale di San Martino
- Supergruppo = Gruppo Pale di San Martino-Feruc
- Gruppo = Gruppo delle Pale di San Martino
- Sottogruppo = Sottogruppo del Focobon
- Codice = II/C-31.IV-A.1.b

## Descrizione
Il Focobon inizia in prossimità del Passo delle Farangole (o di Val Grande) e si estende verso est con il Campanile del Focobon (2969 metri), la Cima del Focobon (3054 metri), la Cima di Campido (3001 metri), la Cima Zopel (2813 metri) e infine i Campanili dei Lastei di Focobon (2721 metri). Le Cime del Gruppo del Focobon sono tra le più importanti del Territorio dell'Agordino. 
Visto dall'abitato di Falcade il gruppo sembra essere composto da sole tre cime, per questo motivo viene anche chiamato la Trinità del Focobon.
Il Focobon, può essere senza alcun dubbio annoverato tra le più belle vette dolomitiche e le sue ardite e slanciate forme, vengono accentuate dal contrasto con un'altra importante elevazione dolomitica che si erge al suo fianco: il monte Mulaz, che visto da Falcade assume un aspetto decisamente maestoso e pachidermico.

## Galleria d'immagini

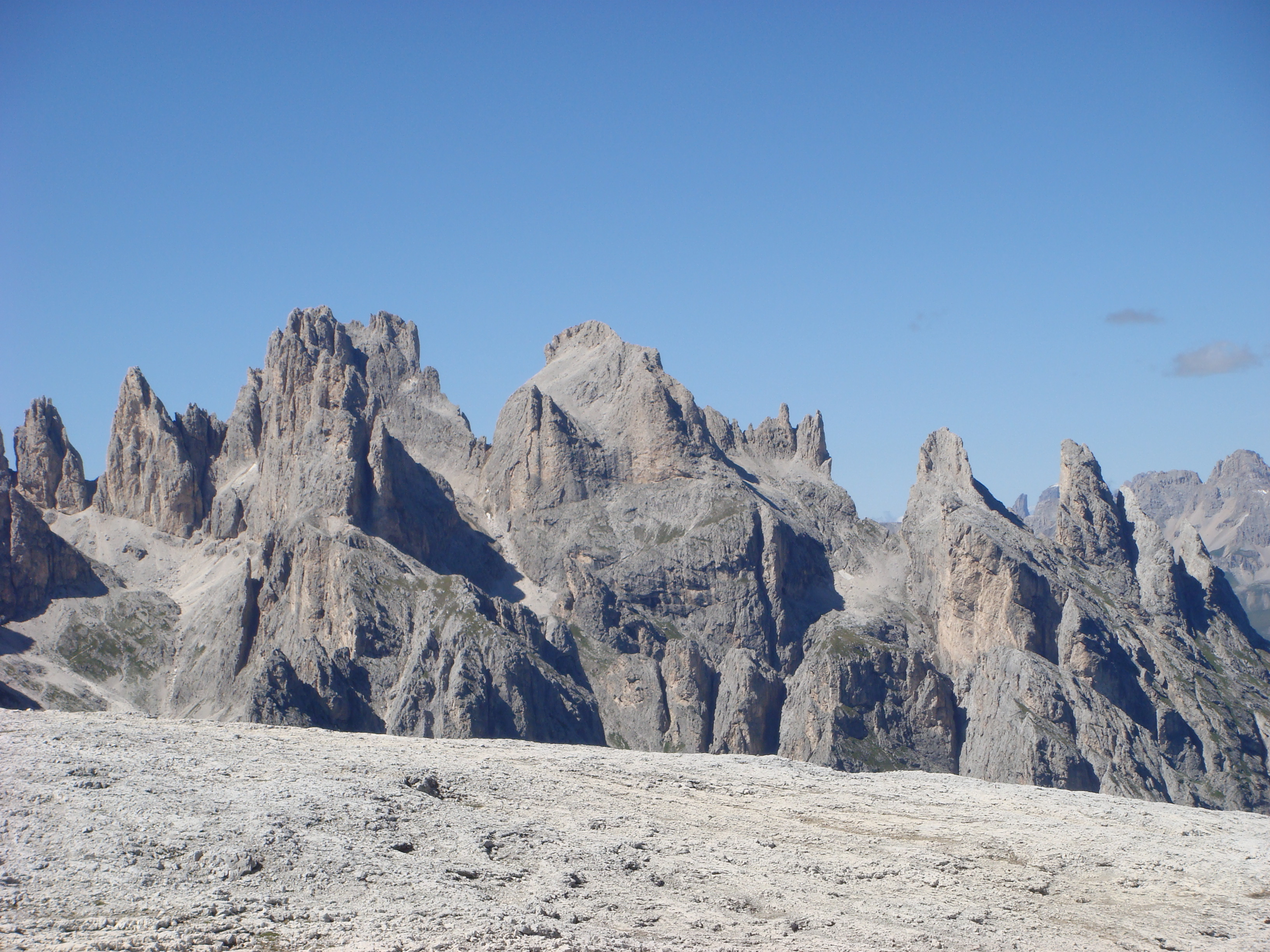
Il versante meridionale del Gruppo del Focobon visto dall'altopiano delle Pale.
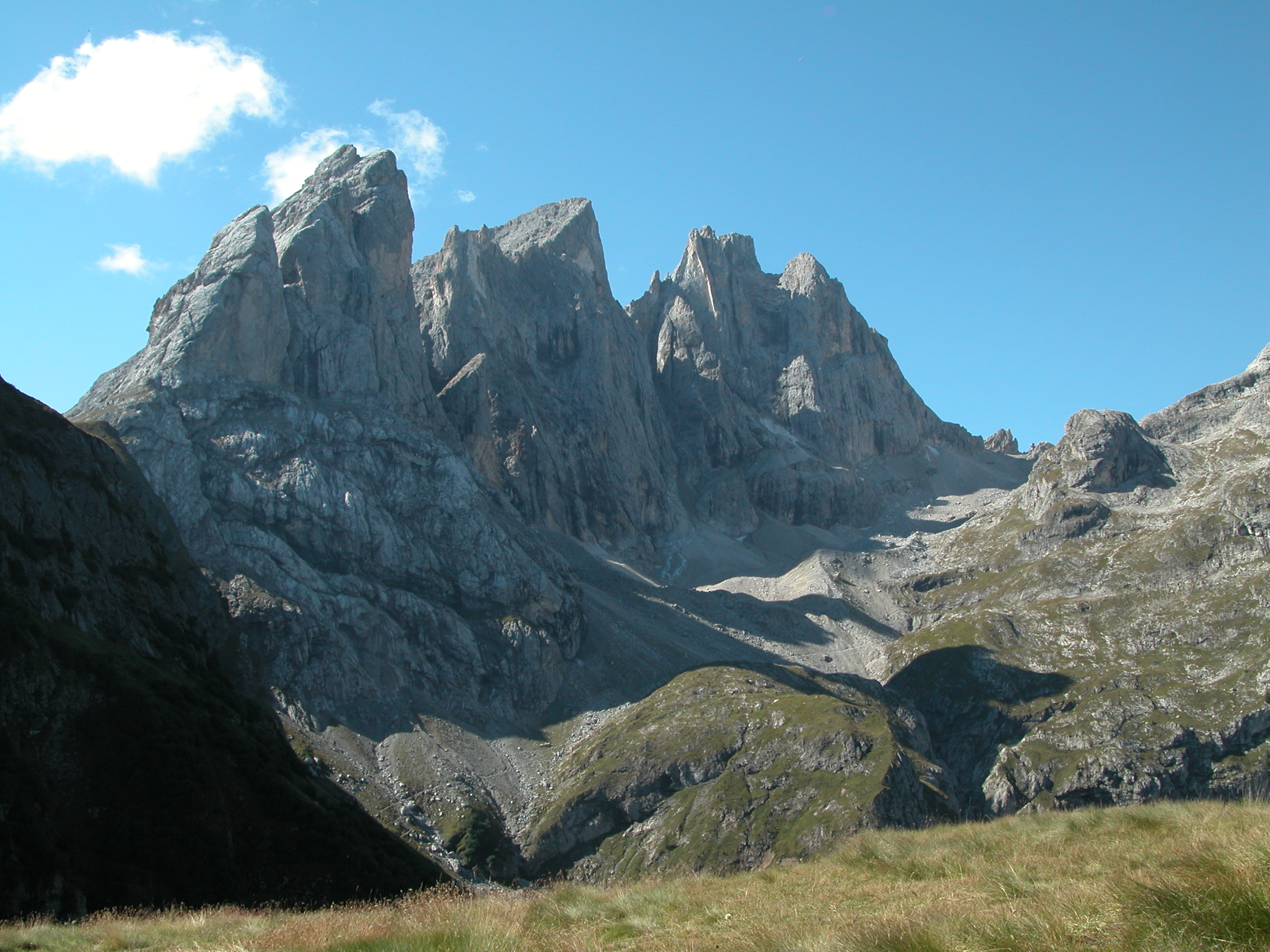
Il Gruppo del Focobon visto dalla forcella della Stia.